# Kryłów (gromada)
Kryłów – dawna gromada, czyli najmniejsza jednostka podziału terytorialnego Polskiej Rzeczypospolitej Ludowej w latach 1954–1972.
Gromady, z gromadzkimi radami narodowymi (GRN) jako organami władzy najniższego stopnia na wsi, funkcjonowały od reformy reorganizującej administrację wiejską przeprowadzonej jesienią 1954 do momentu ich zniesienia z dniem 1 stycznia 1973, tym samym wypierając organizację gminną w latach 1954–1972.
Gromadę Kryłów z siedzibą GRN w Kryłowie utworzono – jako jedną z 8759 gromad na obszarze Polski – w powiecie hrubieszowskim w woj. lubelskim na mocy uchwały nr 8 WRN w Lublinie z dnia 5 października 1954. W skład jednostki weszły obszary dotychczasowych gromad Kryłów osada, Kryłów kol., Kosmów kol. i Prehoryłe ze zniesionej gminy Kryłów oraz obszar dotychczasowej gromady Gołębie ze zniesionej gminy Dołhobyczów w tymże powiecie. Dla gromady ustalono 20 członków gromadzkiej rady narodowej.
1 stycznia 1960 do gromady Kryłów włączono obszar zniesionej gromady Małków w tymże powiecie.
1 stycznia 1962 z gromady Kryłów wyłączono kolonie Górka i Zabłocie, włączając je do gromady Mircze w tymże powiecie; do gromady Kryłów włączono natomiast wieś Kosmów ze zniesionej gromady Ślipcze w tymże powiecie.
1 stycznia 1963 z gromady Kryłów wyłączono kolonię Karczunek, włączając ją do gromady Dołhobyczów w tymże powiecie.
Gromada przetrwała do końca 1972 roku, czyli do kolejnej reformy gminnej.